# Nelson Oliveira Pesquisa e Estudo de Mercado
Nelson Oliveira Pesquisa e Estudo de Mercado (Nopem) é um instituto que faz um levantamento de discos vendidos e canções mais tocadas no Brasil. O instituto deu início às atividades em 1964 e seu levantamento leva em conta lojas do Rio de Janeiro e de São Paulo.
A primeira parada de músicas mais tocadas saiu em 28 de dezembro de 1964, registrando as canções mais populares no Rio de Janeiro.
As listas de 50 fonogramas (LP, compacto simples, K7 e compacto duplo) mais vendidos de cada ano passaram a ser publicadas a partir de 1965.
As listas do Nopem não trazem quantidades de discos comercializados, apenas os nomes dos 50 títulos mais vendidos por ano. Apesar das informações serem limitadas, as listas (junto às da Pro-Música Brasil) constituem um dos únicos documentos de pesquisa de vendas de discos fiáveis do mercado fonográfico brasileiro.
As listas semanais já foram publicadas em jornais, como Folha de S.Paulo e Jornal do Brasil, e também foram utilizadas pela TV Globo em alguns de seus programas.
Entre as críticas à organização está o fato de a pesquisa não ser representativa, já que reflete apenas os mercados das duas maiores cidades do país, desprezando o resto do Brasil.